# 雨のオランダ坂
『雨のオランダ坂』（あめのオランダざか）は渡辺はま子による1947年の楽曲。作詞は菊田一夫、作曲は古関裕而。
1947年公開の松竹映画『地獄の顔』の挿入歌の1つ。『地獄の顔』の挿入歌は4曲あるが、『雨のオランダ坂』が最もヒットした。本作以降、菊田と古関のコンビは結びつきを強め、菊田の書くラジオドラマ、演劇、映画の作曲は古関が必ず担当するようになった。その理由を菊田は「古関が自分の思う通りの曲を書いてくれるため」と語っている。